# Hyposmocoma nemoricola
Hyposmocoma nemoricola là một loài bướm đêm thuộc họ Cosmopterigidae. Nó là loài đặc hữu của Molokai. Loài địa phương ở the forest above Pelekunu.